# Горбань, Андрей Афанасьевич
Андрей Афанасьевич Горбань — советский хозяйственный и государственный деятель, лауреат Государственной премии СССР за выдающиеся достижения в труде.

## Биография
Родился в 1939 году на территории современной Полтавской области. Член КПСС.
В 1958—1961 годах — военнослужащий Советской армии.
В 1961—1991 годах — электросварщик, бригадир электросварщиков Кременчугского ордена Ленина автомобильного завода Министерства автомобильной промышленности СССР.
За большой личный вклад в дело создания экономичных и производительных машин и механизмов был в составе коллектива удостоен Государственной премии СССР за выдающиеся достижения в труде 1982 года.
Делегат XXV съезда КПСС.
Жил в Кременчуге.

## Награды
- Орден Ленина
- Орден Трудового Красного Знамени